# Aqua Romana
Aqua Romana ist ein Brettspiel von Martin Schlegel, das Ende 2005 bei Queen Games erschienen ist. 2–4 Spieler ab 8 Jahre bauen durch Legen von Plättchen an Wasserleitungen. Eine Runde dauert 45–60 Minuten.
Das Spiel stand auf der Nominierungsliste 2006 für den Kritikerpreis Spiel des Jahres. 

## Thema und Ausstattung
Jeder Spieler baut drei oder vier Aquädukte, die an einem Reservoir beginnen. Dabei brauchen seine Arbeiter Blickkontakt zu den Baumeistern, die ihnen den Verlauf vorgeben. 
Die Wasserleitungen werden auf einem rechteckigen Feld aus kleinen quadratischen Plättchen zusammengesetzt, die mit vier Typen (Gerade, Kurve, Kreuzung, doppelte Verbindung jeweils über Eck) bedruckt sind. Die Figuren der Spieler sind aus Holz, ebenso wie die Baumeister. 

## Spielverlauf
Die Spielfiguren (Arbeiter) stehen am Beginn auf den farbig markierten Wasserauslässen der Reservoirs und werden mit dem Bau der Wasserleitungen mitgezogen, so dass sie jeweils das Ende einer durchgehenden Leitung und deren Besitzer anzeigen. 
Der Spieler am Zug wählt aus, an welcher seiner Leitungen er weiter bauen will. Dazu muss der Arbeiter in der Sichtachse (senkrecht oder waagrecht) einer der am Rand platzierten Baumeisterfiguren stehen. Die Markierung auf dem Bauch des Baumeisters gibt an, welchen der vier Plättchentypen der Arbeiter verbauen muss. Hat ein Arbeiter mehrere Baumeister in der Sichtachse, kann der Spieler einen und das Plättchen auswählen. Es besteht Zugzwang, hat also nur ein Arbeiter Sichtkontakt zu einem Baumeister und ist dessen Plättchentyp ungeeignet, muss es trotzdem verbaut werden.
Nach dem Zug rückt der benutzte Baumeister um ein Feld auf der Außenkante vor, es gelangen also neue Figuren in sein Sichtfeld. Kann ein Spieler gar nicht ziehen, setzt er einen Baumeister seiner Wahl um ein Feld vorwärts. 
Kann eine Leitung nicht mehr weitergebaut werden, weil sie durch bereits liegende Plättchen blockiert ist, wird sie gewertet. Der Arbeiter wird aus dem Spiel genommen und auf ein Wertungstreppchen gestellt, entsprechend der Länge seines Aquädukts. Weil ein Treppchen (mit zwei Ausnahmen) nur von einem Arbeiter besetzt sein kann, kommt es vor, dass bei Gleichstand der spätere nach unten rutscht.
In der Schlusswertung werden alle Treppchenstufen einer Farbe addiert und mit einigen Bonuspunkten für die absolut längsten Leitungen verknüpft. Der Spieler mit der höchsten Punktzahl gewinnt.

## Zielgruppe und Spielprinzip

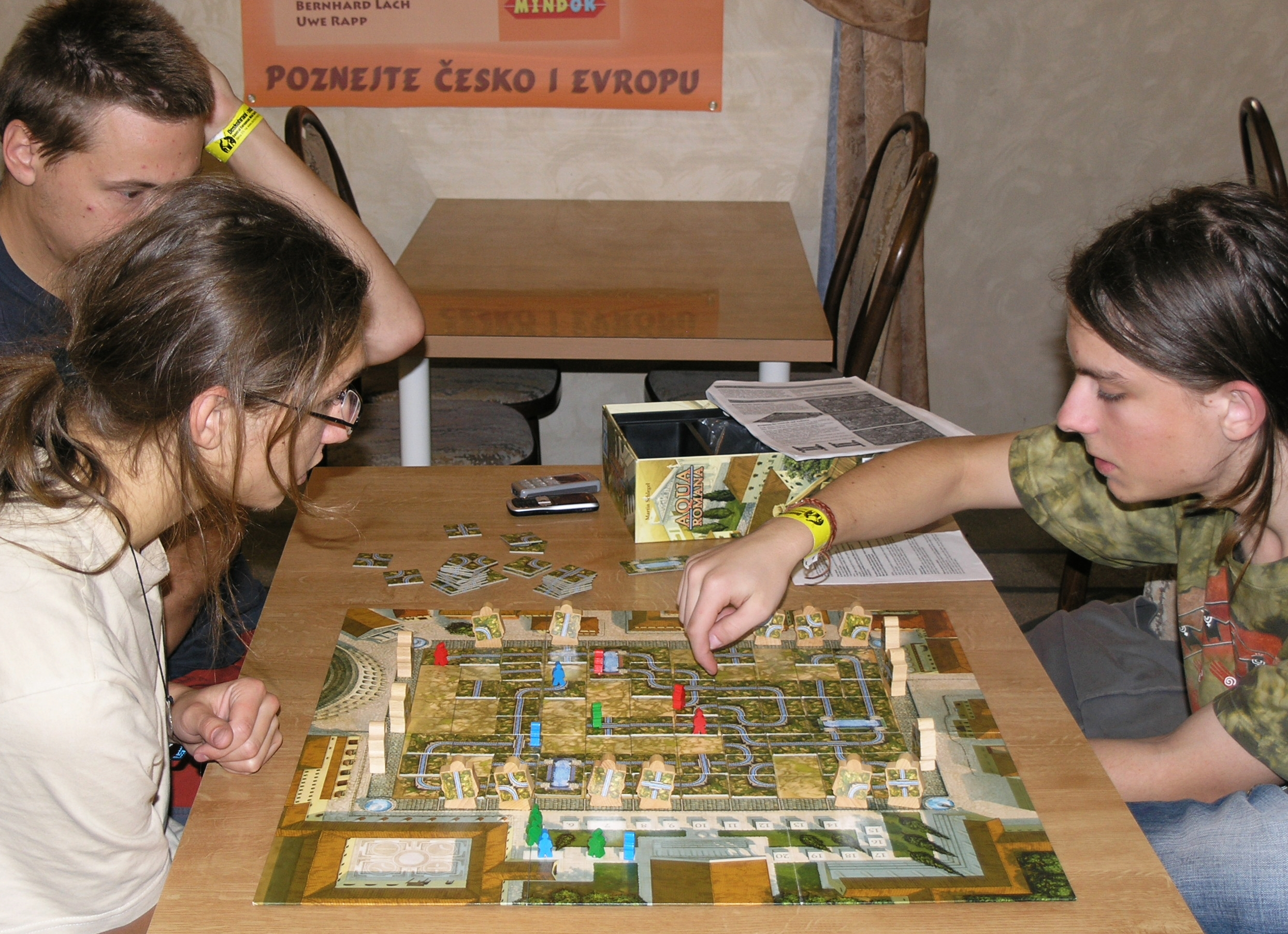
Aqua Romana

Aqua Romana ist ein Spiel, das auch für Wenig-Spieler geeignet ist. Es gibt nicht allzu viele Regeln, was den Einstieg erleichtert. Trotz des geringen Regelumfangs ergibt sich im Laufe der Partie eine ziemliche Taktiktiefe, die dem geübten Spieler Vorteile verschafft. 
Zur Taktik gehört es, die „richtigen“ Baumeister zu nutzen. Die, die man nur selbst erreichen kann, sollte man stehen lassen, und parallel versuchen, die Baumeister, die mehrere Spieler verwenden können, zum eigenen Vorteil einzusetzen. 
Punktebringend ist es auch, im richtigen Augenblick den Sprung aufs Podest zu machen. Passiert das zu spät, muss man erhebliche Punkteabzüge in Kauf nehmen. Hier ist es notwendig, das Entwicklungspotential der eigenen Wasserleitungen richtig einzuschätzen.